# United Cinemas International
United Cinemas International o UCI è una catena multinazionale di multisale cinematografiche operante in diversi paesi, Irlanda e Regno Unito fra i primi.

## Storia
UCI Cinemas è nato come partenariato fra Paramount Pictures e Universal Studios nel 1988 per gestire le catene di sale cinematografiche nel Regno Unito, poi, successivamente il gruppo ha ampliato il proprio raggio d'azione fino a comprendere Austria, Germania, Italia, Portogallo, Spagna, Giappone, Cina, Taiwan e Brasile.
Dall'ottobre 2004 il gruppo Odeon & UCI Cinemas è di proprietà della private equity londinese Terra Firma Capital Partners, limitatamente ai cinema collocati in Europa.
Successivamente tra il 2006 e il 2007, la catena ha acquisito due importanti circuiti cinematografici in Italia come EuroPlex Cinemas a fine 2006 e Cinestar Italia a metà 2007.
Nel dicembre del 2010, UCI Italia ha comprato 3 multiplex Vis Pathé (Pathé Torino Lingotto, Vis Pathé Campi Bisenzio, Vis Pathé Roma Est) portando da 25 a 28 le sale gestite dal circuito.
Un anno dopo, nel 2011, il gruppo Odeon & UCI Cinemas ha incorporato 4 dei principali multiplex italiani della società francese UGC portando a 32 i multiplex gestiti dal gruppo in Italia e sempre nello stesso anno, nel mese di giugno, UCI Italia ha acquisito sette cinema multisala della catena Giometti Cinema (Jesi, Ancona, Porto Sant'Elpidio, Perugia, Fano, Pesaro e Senigallia) ubicati tra le Marche e l'Umbria aumentando ancora una volta il numero delle sale gestite dal circuito da 32 a 39.
Il 15 settembre 2011, United Cinemas International ha aperto il suo quarantesimo multisala a Cagliari.
Il 6 dicembre 2012, l'azienda ha inaugurato il suo quarantunesimo nuovo multisala a Misterbianco, in provincia di Catania, all'interno del centro commerciale Centro Sicilia.
Il 9 maggio 2013, UCI Cinemas ha aperto un nuovo multisala a Gualtieri, in provincia di Reggio Emilia, dotato di 3 sale e 586 posti a sedere all'interno del centro commerciale Ligabue e successivamente chiuso.
Il 14 dicembre dello stesso anno ha aperto un altro nuovo multiplex a Villesse, in provincia di Gorizia, presso il centro commerciale "Tiare Shopping Center", dotato di 7 sale e 1237 posti a sedere.
Il 1º febbraio 2014 lo storico cinema Multisala Gloria di Milano è entrato a far parte del gruppo UCI Cinemas presente su tutto il territorio nazionale con 44 multisale completamente digitalizzate.
Il 29 agosto 2014, la catena United Cinemas International ha acquisito il Palariviera Multiplex di San Benedetto del Tronto convertendolo nel quarantacinquesimo multisala UCI Cinemas.
Il 29 luglio 2015, UCI Cinemas ha acquisito la multisala Cinepolis sita all'interno del Centro Commerciale Campania di Marcianise arrivando a 46 cinema e 466 sale sul territorio nazionale.
Un altro multiplex UCI Cinemas è stato aperto a Bolzano, presso il centro commerciale Twenty, e ha aperto il 18 dicembre 2015.
Nel 2016, passa nel circuito UCI Cinemas il quarantottesimo multisala a Bari chiamato Showville, mentre il 22 maggio, l'UCI Cinemas Marconi a Roma ha chiuso definitivamente.
Il 12 luglio 2016 viene annunciata la vendita del gruppo Odeon UCI Cinemas al gruppo americano AMC di proprietà del gruppo cinese Wanda Group.
Il 27 ottobre 2016, dentro il circuito UCI Cinemas, è entrato anche il multisala Red Carpet di Matera arrivando a 48 multisala e 481 sale nazionali.
Il 25 maggio 2017 è stato aperto un nuovo multiplex UCI Cinemas a Orio al Serio, presso il centro commerciale Oriocenter, con 14 sale e 2500 posti a sedere portando il totale dei multisala a 49, con 495 schermi.
Un anno dopo, il 1º febbraio 2018, entra a far parte della catena UCI Cinemas, il multisala Seven di Gioia del Colle, diventando il cinquantesimo multisala dell'insegna americana.
Il 29 agosto 2018 riaprono gli UCI Cinemas di Campi Bisenzio a Firenze e di Marcon a Venezia sotto il marchio UCI Luxe. Nell'anno successivo l'Uci Cinemas Parco Leonardo, nel comune di Fiumicino, subisce un ridimensionamento passando da 24 a 14 sale.
Con l'inizio di febbraio 2020, il Multisala Gloria di Milano viene ceduto alla Notorious Cinemas, che ristrutturerà le due sale e le riaprirà al pubblico nel mese di agosto.
Nell'estate del 2020, a seguito dell'emergenza Coronavirus, UCI Cinemas riapre progressivamente le sue strutture, ad eccezione dei 6 multiplex nelle Marche e in Umbria (Ancona, Fano, Jesi, Porto Sant'Elpidio, Palariviera, Senigallia). Per queste strutture non viene infatti rinnovato il contratto di locazione, ed i cinema tornano a Giometti, catena di multiplex del centro Italia proprietaria di tutte le 6 multisala. Nello stesso periodo termina anche il contratto di locazione dell'Uci Cinemas Messina, che conseguentemente viene chiuso al pubblico e successivamente ceduto alla catena The Screen Cinemas.   
Nella seconda metà del 2020 torna a modificarsi la rete dei cinema Uci, in particolare delle strutture con format Luxe: il 1º ottobre 2020, è stato inaugurato il terzo UCI Luxe nella città di Vicenza, mentre il 27 novembre 2020, è stato inaugurato il quarto cinema nella città di Roma presso il centro commerciale Maximo, realmente aperto il 20 maggio 2021, a seguito dell'allentamento delle restrizioni del DPCM contro la pandemia di Covid-19.
Nel mese di ottobre 2021 viene ufficialmente annunciata la chiusura del multisala di Marghera. La struttura è stata quindi rilevata da Notorious Cinemas che ne ha ripreso l'attività a partire dal 22 novembre, annunciando un piano di ristrutturazione totale mai messo in pratica e sostituito con la chiusura definitiva della struttura. 
Il 4 febbraio 2022, anche l'ex UCI Cinemas di Cagliari viene ceduto alla società Notorious Cinemas.
A novembre 2022 torna a variare il numero di strutture Uci operative in Italia: il 16 riapre il multisala di Pioltello, rimasto chiuso dall'emergenza Coronavirus, dopo una ristrutturazione radicale che ha visto la riduzione del numero di sale (passato da 13 a 9) e la momentanea chiusura della sala Imax. 
Il 17 novembre 2022 UCI rileva la sala del centro commerciale Megalò di Chieti. A novembre 2023, terminata la ristrutturazione, la struttura del centro commerciale Megalò di Chieti prende il marchio UCI Luxe, quinta multisala con tale allestimento nel circuito.
Nel 2024 sono quattro i cinema UCI a cessare l'attività, a seguito del mancato rinnovo dei contratti di affitto. La prima struttura a chiudere le porte è quella situata a Spinetta Marengo (Alessandria) il 12 aprile. Il 5 maggio 2024 è stato invece l'ultimo giorno di attività per il multisala di Milano Certosa. L'ultima cessazione di attività nei primi 6 mesi del 2024 riguarda invece Uci Cinemas Ferrara, che spegne i suoi proiettori il 28 giugno.  Il multisala di Milano Certosa è stato successivamente rilevato dalla catena Cinelandia, l'Uci Cinemas Alessandria ha riaperto dopo pochi giorni sotto un'insegna indipendente, mentre la struttura di Ferrara è stata rilevata dalla Notorious Cinemas, che ha annunciato la ristrutturazione e conseguente riapertura del multisala il 6 settembre 2024, seguiti poi il 9 settembre dello stesso anno dalla chiusura del multisala di Sinalunga, che il successivo 13 settembre è stato ceduto anch’esso a Notorious Cinemas.
Nel novembre 2024 viene annunciata la chiusura della struttura di Curno (BG), primo multisala inaugurato dalla catena in Italia nel 1999, che cessa le proprie attività il 19 gennaio 2025, dopo una prima riduzione delle proiezioni per consentire i lavori di smantellamento cominciati il 6 gennaio.
La struttura poi, nel mese di aprile 2025, viene ceduta alla Notorious Cinemas, con l'apertura sotto la nuova gestione celebrata il 27 giugno.

## UCI in Italia
In Italia, la catena ha ricoperto il ruolo di leader di mercato, risultando da diversi anni il primo operatore nazionale nel campo della gestione dei multisala prima di The Space Cinema, che è il suo principale concorrente. 
Nel 2023 la catena ha perso la leadership della classifica, cedendo il posto proprio a The Space Cinema che, con 13.000.000 di spettatori è risultato il primo gestore cinematografico d'Italia per presenze.
Al 19 gennaio 2025 Uci Cinemas può contare su 36 multisala con circa 80.000 posti a sedere. 
| Nome                             | Città                  | Provincia       | Sale | Posti a sedere |
| -------------------------------- | ---------------------- | --------------- | ---- | -------------- |
| UCI Cinemas Arezzo               | Arezzo                 | Arezzo          | 8    | 1774           |
| UCI Cinemas Bicocca              | Milano                 | Milano          | 18   | 5524           |
| UCI Cinemas Bolzano              | Bolzano                | Bolzano         | 6    | 810            |
| UCI Cinemas Casoria              | Casoria                | Napoli          | 11   | 2332           |
| UCI Cinemas Catania              | Misterbianco           | Catania         | 7    | 1691           |
| UCI Cinemas Cinepolis Marcianise | Marcianise             | Caserta         | 11   | 2334           |
| UCI Cinemas Como                 | Montano Lucino         | Como            | 11   | 1954           |
| UCI Cinemas Firenze              | Firenze                | Firenze         | 11   | 1752           |
| UCI Cinemas Fiumara              | Genova                 | Genova          | 14   | 3125           |
| UCI Cinemas Fiume Veneto         | Fiume Veneto           | Pordenone       | 9    | 2400           |
| UCI Cinemas Lissone              | Lissone                | Monza e Brianza | 11   | 2326           |
| UCI Cinemas Meridiana            | Casalecchio di Reno    | Bologna         | 9    | 2264           |
| UCI Cinemas MilanoFiori          | Assago                 | Milano          | 10   | 2112           |
| UCI Cinemas Molfetta             | Molfetta               | Bari            | 12   | 2078           |
| UCI Cinemas Moncalieri           | Moncalieri             | Torino          | 16   | 4000           |
| UCI Cinemas Orio                 | Azzano San Paolo       | Bergamo         | 14   | 2500           |
| UCI Cinemas Palermo              | Palermo                | Palermo         | 7    | 1272           |
| UCI Cinemas Parco Leonardo       | Fiumicino              | Roma            | 24   | 6000           |
| UCI Cinemas Perugia              | Perugia                | Perugia         | 10   | 1637           |
| UCI Cinemas Piacenza             | Piacenza               | Piacenza        | 10   | 2034           |
| UCI Cinemas Pioltello            | Pioltello              | Milano          | 9    | 2305           |
| UCI Cinemas Porta di Roma        | Roma                   | Roma            | 14   | 2500           |
| UCI Cinemas Red Carpet           | Matera                 | Matera          | 8    | 969            |
| UCI Cinemas Reggio Emilia        | Reggio Emilia          | Reggio Emilia   | 11   | 1847           |
| UCI Cinemas Roma Est             | Roma                   | Roma            | 12   | 2500           |
| UCI Cinemas Romagna              | Savignano sul Rubicone | Forlì-Cesena    | 12   | 2500           |
| UCI Cinemas Seven                | Gioia del Colle        | Bari            | 8    | 1295           |
| UCI Cinemas Showville            | Bari                   | Bari            | 8    | 1788           |
| UCI Cinemas Torino Lingotto      | Torino                 | Torino          | 11   | 2381           |
| UCI Cinemas Verona               | San Giovanni Lupatoto  | Verona          | 12   | 2226           |
| UCI Cinemas Villesse             | Villesse               | Gorizia         | 7    | 1237           |
| UCI Luxe                         |                        |                 |      |                |
| UCI Luxe Campi Bisenzio          | Campi Bisenzio         | Firenze         | 13   | 1450           |
| UCI Luxe Marcon                  | Marcon                 | Venezia         | 12   | 1165           |
| UCI Luxe Maximo                  | Roma                   | Roma            | 7    | 566            |
| UCI Luxe Megalò                  | Chieti                 | Chieti          | 9    | 858            |
| UCI Luxe Palladio                | Vicenza                | Vicenza         | 5    | 518            |